# Río Hun
El río Hun (en chino, 渾河; pinyin, Hún hé; literalmente, ‘río de barro’; antes río Shen) es un afluente por la izquierda del río Liao, que discurre en dirección suroeste por la provincia china de Liaoning, atravesando la ciudad capital de dicha provincia, Shenyang.
Antiguamente, el río Hun se unía al río Taizi, formándose de esta unión el río Daliao, que desembocaba en la bahía de Liaodong. Pero en 1958, una obras de ingeniería hicieron que el río desaguase directamente al Liao.

## Nombre
Su nombre (渾河) significa "río de barro", y hace referencia a la gran cantidad de sedimentos que le dan al río un color marrón. Históricamente, también fue conocido como "pequeño río Liao" (小辽水).